# Baudhayana
Baudhayana war ein indischer Mathematiker, der um 800 v. Chr. lebte. Über ihn ist nur bekannt, dass er der Autor einer der Sulbasutras ist (der ältesten der etwa vier und mit der von Apastamba wichtigsten).

## Leben
Er war wahrscheinlich ein vedischer Priester, der Mathematik für rituelle Zwecke verwendete. Die im Sulbasutra dargelegte Mathematik diente zur Konstruktion von Altaren und aus dem Text geht hervor, dass er selbst ein geschickter Handwerker war. Ziel der Sulbasutras ist es Anleitungen für Konstruktionen von bestimmten Kreisen, Rechtecken und Quadraten zu geben, zum Beispiel einem Quadrat gleichen Flächeninhalts wie zwei gegebenen verschiedenen Quadraten oder ein Quadrat gleichen Flächeninhalts zu einem Rechteck.
Es werden genäherte Werte für {\displaystyle \pi } (von nicht sehr großer Genauigkeit) und {\displaystyle {\sqrt {2}}} gegeben (bis auf fünf Dezimalstellen genau) und es finden sich Konstruktionen basierend auf dem Satz des Pythagoras.
Ihm werden auch eine Dhamra Sutra und eine Shrauta Sutra zugeschrieben.